# Шаран, Эдуард Викторович
Эдуард Викторович Шаран (укр. Едуард Вікторович Шаран; 11 сентября 1993, Хмельницкий — 27 ноября 2023, Запорожская область) — украинский военнослужащий, капитан, участник российско-украинской войны. Герой Украины (2024, посмертно).

## Биография
Родился в Хмельницком. С детства мечтал о военной карьере и занимался боксом. В 2008 году поступил в Львовский лицей имени Героев Крут с усиленной военной подготовкой, затем продолжил обучение в Национальной академии сухопутных войск имени Петра Сагайдачного, а позже перевёлся в Одесскую военную академию, где получил степень магистра. В 2022 году окончил Хмельницкий институт социальных технологий Университета «Украина» по специальности «Право».
С 2014 года служил в Вооружённых силах Украины, командуя группой Сил специальных операций. Проходил обучение во Франции и Литве. Погиб 27 ноября 2023 года в Запорожской области при выполнении боевого задания. Похоронен на Аллее Славы кладбища в микрорайоне Раково города Хмельницкий.

## Награды
- Звание «Герой Украины» с удостоением ордена «Золотая Звезда» (26 июля 2024, посмертно) — за личное мужество и героизм, проявленные в защите государственного суверенитета и территориальной целостности Украины, верность военной присяге[1].